# Sarah Walker
Sarah Walker, född 10 juli 1988 i Whakatane, Nya Zeeland, är en nyzeeländsk cyklist som tog OS-silver i BMX vid de olympiska cyklingstävlingarna 2012 i London.